# Władysław Eugeniusz Heller
Władysław Eugeniusz Heller (ur. 27 czerwca 1895 w Stanisławowie, zm. 18 października 1943 w Ballycastle) – pułkownik dyplomowany obserwator Wojska Polskiego oraz Polskich Sił Powietrznych we Francji i Wielkiej Brytanii.

## Życiorys
Władysław Eugeniusz Heller ukończył siedmioklasową c. k. Wyższą Szkołę Realną w Stanisławowie i w 1912 uzyskał maturę, a na Wydziale Inżynierii Lądowej Politechniki Lwowskiej zaliczył cztery semestry. W latach 1912–1914 działał w Drużynach Strzeleckich we Lwowie. Podczas I wojny światowej od 1 sierpnia 1914 do 26 października 1918 służył w armii austriackiej. Walczył na frontach: rosyjskim, rumuńskim i włoskim na stanowisku komendanta plutonu i baterii w Pułku Armat Polowych Nr 2 (od 1916 – Pułk Haubic Polowych Nr 5, od 1918  – Pułk Artylerii Polowej Nr 105).
Od 30 października 1918 służył w Wojsku Polskim. Będąc na stanowisku dowódcy baterii brał udział w obronie Przemyśla oraz jako oficer wywiadowczy 1 pułku artylerii polowej w obronie Lwowa. Od 1 maja do 7 czerwca 1919 był słuchaczem II Kursu adiutantów w Warszawie, a od 16 czerwca do 30 listopada 1919 słuchaczem I Kursu Wojennej Szkoły Sztabu Generalnego w Warszawie. Pełnił obowiązki szefa wydziału w V oddziale Naczelnego Dowództwa od grudnia 1919 do sierpnia 1920 w czasie wojny polsko-bolszewickiej, a następnie w dowództwie 7 Brygady Rezerwowej był oficerem ds. operacyjnych. 9 września 1920 został zatwierdzony w stopniu kapitana artylerii z dniem 1 kwietnia 1920, w „grupie byłej armii austro-węgierskiej”. 1 czerwca 1921, w stopniu kapitana przydzielonego do Sztabu Generalnego, pełnił służbę w Dowództwie 2 Armii, pozostając na ewidencji 2 pułku artylerii polowej. Kierownik referatu Organizacyjno-Mobilizacyjnego w IV Departamencie Ministerstwa Spraw Wojskowych w latach 1921–1922. W latach 1922–1923 był słuchaczem II Kursu Doszkolenia Wyższej Szkoły Wojennej w Warszawie. Od 1 marca do 19 października 1924 ukończył Szkołę Pilotów w Bydgoszczy.
19 października 1924 został przeniesiony z 1 do 4 pułku lotniczego w Toruniu na stanowisko dowódcy I Dywizjonu Wywiadowczego. Z dniem 19 października 1925 został przydzielony do Wyższej Szkoły Wojennej w Warszawie na stanowisko asystenta. Od 20 stycznia 1930 zastępca dowódcy 6 pułku lotniczego we Lwowie. 28 stycznia 1931 został wyznaczony na stanowisko dowódcy 4 pułku lotniczego w Toruniu. 21 kwietnia 1934 roku został II zastępcą szefa Departamentu Aeronautyki Ministerstwa Spraw Wojskowych w Warszawie, a w listopadzie 1935 objął dowództwo 1 pułku lotniczego w Warszawie. Od sierpnia 1938 do sierpnia 1939 dowódca 1 Grupy Lotniczej w Warszawie.
W czasie kampanii wrześniowej dowodził Brygadą Bombową. Po kampanii przedostał się przez Rumunię do Francji, gdzie w polskich formacjach we Francji otrzymał przydział do sztabu lotnictwa. Po przedostaniu się do Anglii wstąpił do RAF i otrzymał numer służbowy P-0989. Ukończył w 3 SGA (Raf Squires Gate Anson) kurs strzelców pokładowych. Zginął podczas lotu ćwiczebnego w dniu 18 października 1943. Pochowany w Ballycastle, Drumandley w Irlandii Północnej.
Pułkownik Heller był żonaty z Jadwigą, która zmarła 31 maja 1933 w Otwocku, w wieku 25 lat „po długich i ciężkich cierpieniach”. W roku 1934 dokładnie w imieniny Krystyny 24 lipca Władysław Heller wziął ślub z Krystyną Libiszowską ur. 10 grudnia 1912 roku w rodzinie zubożałej szlachty Libiszów herbu Wieniawa. Pani Krystyna, mająca duże zacięcie pisarskie, wydała pamiętniki pt. „Moje złote lata. 1913-1939.”  w ramach konkursu miesięcznika „Twój Styl”,  w których m.in. dokładnie przybliża sylwetkę męża i środowisko polskiego lotnictwa w przededniu II w. św.

## Awanse
- chorąży – 1915
- podporucznik – ze starszeństwem z 1 stycznia 1916 w korpusie oficerów rezerwy artylerii polowej i górskiej[17][18][19]
- porucznik – 1918
- kapitan – 1920
- major – 1924
- podpułkownik – 1931
- pułkownik – ze starszeństwem z 1 stycznia 1936 i 3. lokatą w korpusie oficerów aeronautyki (od 1937 korpus oficerów lotnictwa, grupa liniowa)[20][21]

## Ordery i odznaczenia
- Krzyż Oficerski Orderu Odrodzenia Polski (10 listopada 1938)[22]
- Medal Lotniczy (dwukrotnie)[23]
- Złoty Krzyż Zasługi (24 maja 1929)[24][21]
- Medal Niepodległości (24 października 1931)[25]
- Krzyż Komandorski Orderu Zasługi Wojskowej (Bułgaria, 11 listopada 1937)[26]
- Brązowy Medal Zasługi Wojskowej Signum Laudis z mieczami na wstążce Krzyża Zasługi Wojskowej (Austro-Węgry)[4]
- Srebrny Medal Waleczności 2 klasy (Austro-Węgry)[4]
- Krzyż Wojskowy Karola (Austro-Węgry)[4]